# Parafia św. Marcina w Tarnawie
Parafia Świętego Marcina w Tarnawie – parafia rzymskokatolicka, znajdująca się w diecezji kieleckiej, w dekanacie sędziszowskim.